# Dermogenys pusilla
Dermogenys pusilla is een straalvinnige vissensoort uit de familie van halfsnavelbekken (Hemiramphidae). De wetenschappelijke naam van de soort is voor het eerst geldig gepubliceerd in 1823 door Kuhl & van Hasselt.